# 735
735 (DCCXXXV) je bilo navadno leto, ki se je po julijanskem koledarju začelo na soboto.

## Dogodki
- 1. januar

## Rojstva
- al-Fazari, arabski astronom († 806) (približni datum)
- Alkuin, angleški teolog in učenjak († 804)
- Kardam, bolgarski kan († 802 ali 803)

## Smrti
- 26. maj - Beda Častitljivi, angleški (anglosaški) zgodovinar, teolog, biblicist, pesnik in cerkveni učitelj (* 672/3)